# An Stuc
An Stuc (wymowa gaelicka: [ən̪ˠˈs̪t̪uxk]) – szczyt w paśmie Lawers, w Grampianach Zachodnich. Leży w Szkocji, w regionie Perth and Kinross. 